# Sandokan (sèrie de televisió)
Sandokan és una sèrie de televisió, basada en la col·lecció de novel·les homònimes, de l'autor italià Emilio Salgari.

## Argument
Centrada en les aventures de Sandokan, la sèrie adapta amb algunes llicències, el tom Els tigres de Mompracem. El "Rajah Blanc de Sarawak" James Brooke, sobrenomenat "L'exterminador de pirata" ha aconseguit acumular un gran poder i s'ha convertit, de facto en monarca d'un regne independent de la potència colonitzadora Gran Bretanya. L'únic obstacle que troba en els seus camí és Sandokan, un príncep malai de sang reial, a qui tots coneixen com a "Tigre de Malàisia". Els enfrontaments entre els bàndols liderats per tots dos, centren l'argument de la sèrie, al costat del difícil romanç del pirata malai amb la britànica Lady Marianne.

## Intèrprets
- Kabir Bedi: Sandokan
- Carole André: Lady Marianna Guillonk
- Philippe Leroy: Yanez De Gomera
- Adolfo Celi: James Brooke, Rajah de Sarawak
- Andrea Giordana: Sir William Fitzgerald
- Hans Caninenberg: Lord Guillonk
- Milla Sannoner: Lucy Mallory
- Renzo Giovampietro: Dr. Kirby
- Mohammed Azad: Sambigliong
- Peter Godfrey Beaumont: Comandante
- Fauzah Dillon: Batu
- Franco Fantasia: capità van Doren
- Kumar Ganesh: Tremal Naik
- Aziz Jaafar: Koa
- Suahimi Bin Othman: Joven principe
- John Pettit: Lord Anthony Welker
- Judy Rosly: Mennoa
- Shamsi: Giro Batol
- Sharon Yena: jove princesa
- Iwao Yoshioka: Daro

## Banda sonora
Composta per Guido i Maurizio De Angelis.
Es va editar un àlbum titulat igualment Sandokan amb els següents temes:
1. Sandokan (S. Sollima - S. Duncan Smith - G. & M. De Angelis)
2. Mompracem
3. Sweet Lady Blue (Orquesta)
4. Caccia Alla Tigre
5. Marianna
6. Cólera
7. Sweet Lady Blue Vocals (S. Duncan Smith - G. & M. De Angelis)
8. Arrivo Di Sandokan
9. Brooke
10. Dedicata A Marianna
11. Sandokan (Orquestral)
12. Goodbye Sandokan

## Crítiques i audiències
La sèrie es va estrenar en la RAI italiana el 6 de gener de 1976 i va aconseguir una audiència de 27 milions d'espectadors inèdit fins al moment a Itàlia.
Malgrat l'èxit de públic, part de la crítica va acollir l'obra fredament, que sostenia que el projecte sols era "l'operació cultural estúpida i inútil de traslladar a televisió novel·les ridícules".

## La sèrie a Espanya
Emesa a Espanya també en 1976, des del 7 d'octubre, igual que havia ocorregut en Itàlia, es va convertir en un autèntic fenomen social.